# NGC 2291
NGC 2291 è una galassia lenticolare situata nella costellazione dei Gemelli, a una distanza di circa 255 milioni di anni luce dalla nostra Via Lattea.

## Scoperta
La galassia è stata scoperta il 22 gennaio 1827 dall'astronomo britannico John Herschel.